# Saint-Melaine-sur-Aubance
Saint-Melaine-sur-Aubance é uma comuna francesa na região administrativa da Pays de la Loire, no departamento de Maine-et-Loire. Estende-se por uma área de 5,11 km². Em 2010 a comuna tinha 2 139 habitantes (densidade: 418,6 hab./km²).